# アシュクロフト対アメリカ自由人権協会事件
アシュクロフト対アメリカ自由人権協会事件（アシュクロフトたいアメリカじゆうじんけんきょうかいじけん、Ashcroft v. American Civil Liberties Union）535 U.S. 564 (2002)、542 U.S. 656 (2004)は、児童オンライン保護法（COPA）がアメリカ合衆国憲法修正第1条に規定されている表現の自由の保護に違反するとして、合衆国最高裁判所で違憲であると判決された裁判 。